# جاك ناغل (متزحلق جبال الألب)
جاك ناغل (بالإنجليزية: Jack Nagel)‏ هو متزحلق جبال الألب أمريكي، ولد في 30 يناير 1926 في بورت تاونسند في الولايات المتحدة، وتوفي في 11 مارس 2004 في سبوكين في الولايات المتحدة.

## وصلات خارجية
- جاك ناغل على موقع أوليمبيديا (الإنجليزية)